# 李川江
李川江（1921年—1998年10月29日），山东省巨野县人，中华人民共和国政治人物。
担任劳模、四平油酒制造厂工人工程师。1954年，当选第一届全国人民代表大会代表。1955年第一届全国人民代表大会第二次会议上副总理兼国家计委主任李富春向大会作《关于发展国民经济的第一个五年计划的报告》提到：
又如，只要每百斤油料平均多出一斤油，全国每年就可以至少增产一亿余斤食油。吉林省四平市李川江的“大豆榨油操作法”，使每百斤大豆的出油量在一九五四年提高到十三斤半，比全国每百斤大豆的平均出油量多二斤左右；李川江所在的榨油车间于一九五五年第一季度，每百斤大豆的出油量又提高到十四斤以上。这个先进的操作方法，全国各地都应该认真地加以研究和推广。
1956年出席全国先进生产者代表会议。1956年中共八大代表。1959年出席全国群英会。1959年第二届全国人大代表。1965年第三届全国人大代表。1973年中共十大代表。1978年第五届全国人大代表。1979年12月，被授予全国劳动模范称号。